# Hotel Kvarner
Grand Hotel Kvarner povijesno je najstariji hrvatski hotel na Jadranu i nekadašnje je stjecište europskih kraljeva i careva Austro-Ugarske monarhije. Predstavlja jednu od opatijskih znamenitosti. Nekad je nosio naziv Hotel Quarnero.

## Povijest
Hotel je četrdeset godina nakon izgradnje Ville Angiolina podignut na mjestu ranijih vinograda obitelji Tomašić i to za samo deset mjeseci gradnje. Prvotno je planiran kao sanatorij za plućne bolesnike i zbog njega je obližnje groblje premješteno na drugu lokaciju. Iza čitave inicijative i investicije stajalo je Društvo južnih željeznica i njegov ravnatelj, Friedrich Julius Schüler, dok su izvođači radova bili inženjeri Wilhelm i Meese. Najstariji je južni, klasicistički formirani korpus hotela. Sjeverni dio u početku je udomljavao tople kupke (Warmbäder), povezane s hotelom natkrivenim hodnikom (Wandelbahn). Pred hotelom, do same obale mora, stajala je terasa "najelegantnije kavane na svijetu" kasnije povučena s obalnog puta. Na mjestu izgorjelih toplih kupki podignuta je 1913. čuvena Kristalna dvorana koja i danas ugošćuje najsvečanije opatijske događaje i balove, među ostalima i festival Dora. Na terasi Hotela Kvarner nastupali su mnogi poznati glazbenici, među kojima i legenda hrvatske zabavne glazbe Ivo Robić.
Villa Amalia izgrađena je 1890. godine kao depandansa šest godina starijeg hotela Kvarner i to neposredno iza zgrada hladnih kupki (Kaltbäder) na čijem je mjestu sve do požara 1989. stajalo i prekrasno secesijsko drveno kupalište Jadran. Villa Amalia bila je namijenjena najprobirljivijim gostima koji su se htjeli distancirati od ostale hotelske klijentele. U njoj su boravili rumunjski kraljevski par Karol i Elizabeta (alias Carmen Sylva), potom 1894., za susreta Franje Josipa I. i Vilima II., njemačka carska obitelj, zatim plesačica Isadora Duncan koja će s prozora gledati treperenje palminog lišća na vjetru i od njega učiti pokrete, te luksemburški veliki vojvoda Alfred od Nassaua koji će ovdje proslaviti svoj srebrni pir. U razdoblju između dva svjetska rata vila Amalia je, kao rezidencija talijanske dinastije Savoia, dobila još jedan kat.

## Kvarner danas
Hotel se prostire na 3 kata, ima 1 dizalo i 87 soba. Kategoriziran je s 4 zvjezdice. U sklopu se još nalaze Kristalna dvorana, restoran, bar, bazen s morskom vodom te plaža za kupanje, jer je objekt je smješten uz samo more. Također, okružen je velikim perivojem s bujnom i zanimljivom vegetacijom. Danas se naziva Grand Hotel Kvarner-Amalia jer se sastoji od glavne hotelske zgrade i depandanse Ville Amalia.